# Beru
För andra betydelser, se Beru (olika betydelser).
Beru eller Beruatollen (även Peroat, tidigare Francis Island, Eliza) är en ö i Mikronesien som tillhör Kiribati i Stilla havet.

## Geografi
Beru är en ö bland Gilbertöarna och ligger cirka 426 kilometer sydöst om huvudön Tarawa.
Ön är en korallatoll och har en areal om ca 16,6 km² med en längd på ca 14 km och ca 4,7 km bred. Ön har 2 laguner Tabiang i norr och Nuka i mitten och omges av ett korallrev. Den högsta höjden är på endast några m ö.h.
Befolkningen uppgår till ca 2 800 invånare fördelade på orterna Autukia, Aoniman, Eriko, Nuka, Rongorongo, Tabiang, Taboiaki, Taubukiniberu och Teteirio.
Beru har en liten flygplats Beru Airport (flygplatskod "BEZ") norr om Taboiaki på öns södra del för lokalt flyg.

## Historia
Öns säkerställda upptäckt skedde först 1826 av brittiske kapten J. Clerk  på valfångstfartyget "John Palmer".
Beru betraktas som den första plats bland Gilbertöarna som hade en "Maneaba " (traditionellt möteshus, kiribatiska Mwaneaba) och idag kallas Kiribatis parlament "Maneaba ni Maungatabu".
1820 namngav estnisk/ryske Adam Johann von Krusenstern öarna Iles Gilbert och Gilbertöarna blev tillsammans med Elliceöarna slutligen ett brittiskt protektorat 1892. I januari 1915 blev området en egen koloni.
I slutet på 1880-talet bodde författaren George Lewis Becke en kort tid på ön.
Beru var högkvarteret i området för "The London Missionary Society" mellan åren 1900 till 1960.
Under andra världskriget ockuperades området åren 1942 till 1943 av Japan för att sedan återgå under brittisk överhöget.
1971 erhöll Gilbertöarna autonomi och blev i juli 1979 en självständig nation under namnet Kiribati.